# Sathyabhama Das Biju
Sathyabhama Das Biju, né en mai 1963 au Kerala, est un herpétologiste indien.

## Biographie
Diplômé de l'université du Kerala puis de la Calicut University en botanique, il obtient un doctorat en herpétologie de la Vrije Universiteit Brussel en 2007. Il travaille depuis à l'université de Delhi.

## Quelques taxons décrits
- Fejervarya sahyadris
- Ghatixalus
- Ghatixalus asterops
- Micrixalidae
- Minervarya sahyadris
- Nasikabatrachidae
- Nasikabatrachus
- Nasikabatrachus sahyadrensis
- Nyctibatrachus minimus
- Philautus akroparallagi
- Philautus amboli
- Philautus anili
- Philautus bobingeri
- Philautus chotta
- Philautus chlorosomma
- Philautus chromasynchysi
- Philautus coonoorensis
- Philautus dubois
- Philautus graminirupes
- Philautus jayarami
- Philautus kaikatti
- Philautus kani
- Philautus marki
- Philautus munnarensis
- Philautus nerostagona
- Philautus ponmudi
- Philautus sushili

## Référence biographique
- (en) information biographique
- (en) frog of india

Biju est l’abréviation habituelle de Sathyabhama Das Biju en zoologie.

Consulter la liste des abréviations d'auteur en zoologie ou la liste des taxons zoologiques assignés à cet auteur par ZooBank